# Puuc

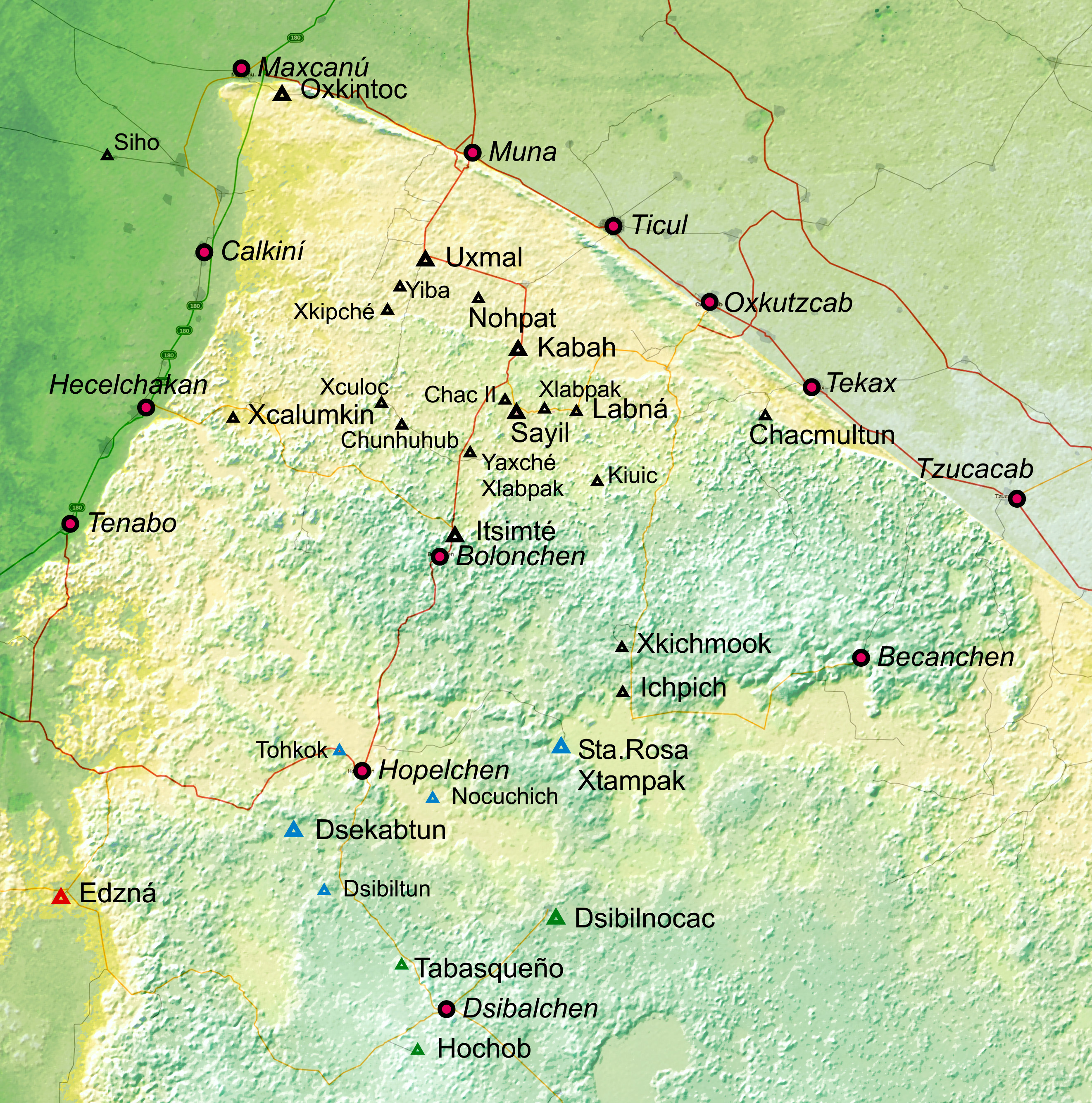
Principaux sites archéologiques

Le Puuc ou Puuk (colline en français) est une région de basses collines calcaires d’environ 6 000 km² dans le nord-ouest du Yucatan. La terre y est l’une des plus fertiles du territoire maya malgré des difficultés pour atteindre la nappe d’eau qui se trouve à environ 65 m sous terre et qui n’est accessible que par de rares cavernes. Pour pallier ce manque d'eau, les Mayas de la fin de l'Époque classique ont construit un nombre impressionnant de citernes souterraines appelées chultunes. Les plus grands chultunes avaient une capacité de 35 000 litres, les plus petits 7 000 litres.

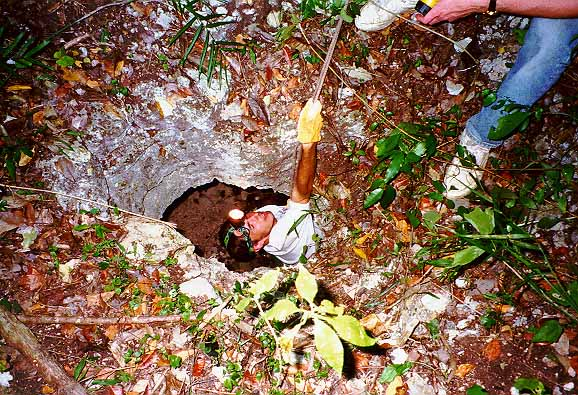
Exploration d'un chultun

La région est toujours habitée par des Mayas yucatèques. 
À la fin de la Période classique, alors que les sites des Basses-Terres méridionales déclinaient, le Puuc a été l’un des principaux centres de population de la civilisation maya qui s’y développa avec des spécificités architecturales locales appelées style Puuc. Celui-ci se caractérise par des bâtiments allongés dont les murs sont constitués d’un noyau très solide de pierres et de mortier sur lequel on a plaqué de minces parements de pierres sculptées formant de grandes mosaïques aux motifs variés : treillis, croisillons, grecques ou colonnettes ou encore des masques du dieu au long nez.
L’archéologue américain Michael Smythe estime que la région, dans la période qui va environ des années 800 à 1000, comptait jusqu'à 150 villes et que les principales comme Uxmal, Kabah et Sayil abritaient peut-être jusqu'à 500 000 personnes.
John Stephens et Frederick Catherwood visitèrent la région pendant huit mois entre 1841 et 1842, et mirent au jour de nombreux sites. Parmi ces sites se trouvent :
- Chac
- Chacmultún
- Chuncanob
- Chunhuhub
- Itzimté
- Kabah
- Kiuic
- Nohpat
- Labná
- Nohcacab
- Oxkintok
- Ruin
- Sayil
- Uxmal
- Xcalumkin
- Xculoc
- Xkichmook
- Xkipché
- Xkukican
- Xlapak